# Держи марку!
«Держи марку!» (англ. Going Postal) — фэнтези-роман английского писателя Терри Пратчетта, изданный в 2004 году. На русском языке была издана 20 марта 2016 года в переводе Е. Шульги, ранее в Рунете были опубликованы любительские переводы под наименованием «Опочтарение» и «Послать вразнос».
Тридцать третья книга из серии цикла «Плоский мир», первая книга из подцикла о Мойсте фон Липвиге.

## Сюжет
Для Мокрица фон Липвига, человека исключительно одарённого в области хитроумного мошенничества и изощрённого надувательства, ангел явился, когда его приговорили к повешению за кражу 150 000 анк-морпоркских долларов. Судьба дала ему шанс на спасение в лице анк-морпоркского патриция лорда Витинари. В качестве загробной жизни Мокрицу было сделано очень простое, но довольно необычное, учитывая его карьеру криминального гения, предложение — возглавить пришедший в упадок Анк-Морпоркский почтамт. Двадцать лет назад почтамт закрылся и все эти годы неотправленные письма скапливались внутри здания. А появившиеся недавно клик-башни — семафоры (англ. The Clacks, намек на реально существовавший в XIX веке оптический телеграф), которые могут доставить в Орлею вашу семафорограмму за считанные часы, окончательно похоронили саму идею почты. В качестве присматривающего офицера лорд Витинари приставил к Мокрицу голема мистера Помпу.
На главном почтамте города Мокрица ждали двое последних служащих, которые присматривали за зданием, и тонны неотправленных писем. Приступив к обязанностям главного почтмейстера, Мокриц также обнаружил, что четыре его предшественника погибли в течение четырёх недель при очень странных обстоятельствах. Оставшись на ночь в здании, Мокриц стал слышать голоса писем, которые жаждали быть доставленными до назначения. Мокриц решил начать возрождение почты с отправки хранящихся писем. Ему на помощь пришли несколько престарелых ветеранов почты, и он также начал нанимать новых служащих. Но у Мокрица появился серьёзный противник — директор семафорной компании «Большой Путь» Хват Позолот, который совершенно не был заинтересован в возрождении конкурентов. Он готов на всё, но ловкач Мокриц фон Липвиг находит способ обойти могущественную организацию и не только возрождает почту, но и раскрывает мошенничество самого Хвата.

## Основные действующие персонажи
- Мокриц фон Липвиг[комм. 2] (англ. Moist von Lipwig);
- Дора Гая Ласска[комм. 3] (англ. Adora Belle Dearheart);
- Хват Позолот (англ. Reacher Gilt);
- Толливер Грош (англ. Tolliver Groat);
- Стэнли (англ. Stanley);
- Хэвлок Витинари (англ. Havelock Vetinari);
- мистер Помпа (англ. Mr. Pump).

## Адаптации
30 мая 2010 года в Великобритании вышла в эфир двухсерийная телевизионная экранизация этого романа.

## Переводы
- Пощоряване (Болгарский);
- Zasl/raná pošta (Чешский);
- Posterijen (Голландский);
- Ab die Post (Немецкий);
- Держи марку! (Русский).

### Комментарии
1. ↑  Название в оригинале — «Going Postal» — отсылает к американскому фразеологизму to go postal, появившемуся в 1993 году и связанному с рядом случаев, произошедших в отделениях почтовой службы США в 1980-1990-х гг., когда служащие отделений совершали внезапные немотивированные массовые убийства своих коллег и рядовых граждан.
2. ↑  Перевод Е. Шульги, также существуют варианты перевода на русский язык Мойст фон Липвиг и Мокрист фон Губвиг.
3. ↑  Перевод Е. Шульги, также существуют варианты перевода на русский язык Ангела Красота Добросерд и Адора Белла Диархарт.